# Jurandir Freire Costa
Jurandir Sebastião Freire Costa (Recife, 1944) é um médico psiquiatra, professor, escritor e psicanalista brasileiro.

## Biografia
Nascido em Recife, formou-se no curso de Medicina da Universidade Federal de Pernambuco (UFPE) no ano de 1968.  Realizou seu mestrado na área de etnopsiquiatria na École pratique des hautes études, localizada em Paris na França. No ano de 1996, obteve seu doutorado na área de saúde pública na Universidade do Estado do Rio de Janeiro (UERJ).
No ano de 1974, logo depois de voltar de um período de estudos da França, Jurandir entrou para o Departamento de Psiquiatria da UERJ, e pouco depois para o recém-inaugurado Instituto de Medicina Social. Suas linhas de pesquisa e trabalhos costumam abarcar temas como psicanálise, subjetividade, Donald Woods Winnicott, corpo e mente.
Recentemente, tem se dedicado a temas como autismo e narrativa em primeira pessoa, déficit patológico e diversidade identitária. Atualmente, trabalha como professor titular no Instituto de Medicina Social da Universidade do Estado do Rio de Janeiro e no Ministério da Saúde é colaborador do Círculo Psicanalítico do Rio de Janeiro.
Como escritor, possui obras de destaque como Ordem médica e ordem familiar (Graal, 1981), Violência e Psicanálise (Graal, 1984) e Psicanálise e contexto cultural (Campus, 1989). É considerado um dos principais psiquiatras no país, sendo visto como uma referência nos estudos da área para outros pesquisadores e profissionais. Já chegou a apresentar edições no programa Café Filosófico.
No ano de 1996, venceu o Prêmio Jabuti - principal prêmio literário do Brasil - com o livro A Face e o Verso, na categoria de Ciências Humanas.

## Visões
Tem uma visão crítica das instituições psiquiátricas, assim como das intervenções burocratizantes dos técnicos de saúde mental, situando a importância, a contribuição e a estratégia da psicoterapia, em particular da psicanálise, em suas possíveis contribuições ou benefícios para a vida dos pacientes como também para a sociedade como um todo.
Penso que quando faço uma certa defesa da instituição psiquiátrica isso não significa que eu queira conservar o asilo como tal. Em primeiro lugar, quando falo de Psiquiatria, atribuo à palavra um sentido absolutamente diverso daquele que tem uma codificação universitária transmitida na formação médica através de manuais. Defendo que deve haver e deve continuar havendo a possibilidade de acolhimento específico para determinados momentos da vida das pessoas, que podemos chamar de psicoses ou de formas anômalas de viver as experiências humanas, no sentido de variação individual em relação a tipo específico. Nem todo mundo está preparado e equipado para conviver de forma produtiva com esses desvios da racionalidade. Por causa disso, não acredito que basta reenviar essas pessoas para o seu meio familiar e social para que tudo esteja solucionado. Não sou a favor dessa espécie de diluição na qual se pressupõe que todo mundo tem experiências humanas similares. Por outro lado, não posso aceitar e caucionar a ideia do asilo, porque ele é o leão de chácara do que a sociedade tem de pior. Neste caso, o asilo deve ser evidentemente destruído, mas não acho que nada deva ser posto no lugar.
Autor de ensaios reflexivos e até mesmo polêmicos, sua militância por uma saúde mental não normativa e seus posicionamentos e comentários sobre a cultura publicados em veículos de massa têm tido enorme presença no debate nacional de ideias.
Em "Psicanálise e contexto cultural", considera que a mediação teórica básica que tenha encontrado — sem contar outras possíveis que não tenha pesquisado — é a do conceito psicanalítico de imaginário. É através do imaginário que pode-se entender a construção da subjetividade historicamente contingente e socialmente determinada. Jurandir Freire Costa não se revela um psicanalista que se acomodou na repetição dos postulados freudianos, em vista de situar a psicanálise como mais uma produção cultural. A preocupação do autor em elucidar por quais vias perpassa o discurso psicanalítico; verifica-se em suas obras, pelo exemplo da noção freudiana de perversão.

## Livros
- História da Psiquiatria no Brasil (1976). Reeditado em 2007 pela Editora Garamond.[33]
- Ordem Médica e Norma Familiar (1983).[13]
- Violência e Psicanálise (1986).[14]
- Psicanálise e Contexto Cultural: imaginário psicanalítico, grupos e psicoterapias (1989). Ed. Campus.[15]
- A Inocência e o Vício: estudos sobre o homoerotismo (1992). Ed. Relume-Dumará.[34]
- A Ética e o Espelho da Cultura (1994). Ed. Rocco.[35]
- Redescrições da Psicanálise (1994). Rio de Janeiro: Ed. Relume-Dumará.[36]
- A Face e o Verso: estudos sobre o homoerotismo II (1995). Ed. Escuta.[37]
- Sem Fraude nem Favor: estudos sobre o amor romântico (1998). Ed. Rocco.[38]
- Razões Públicas, Emoções Privadas (1999). Ed. Rocco.[39]
- O vestígio e a aura: corpo e consumismo na moral do espetáculo (2004). Rio de Janeiro: Editora Garamond.[40]
- O risco de cada um - e outros ensaios de psicanálise e cultura (2007). Rio de Janeiro: Editora Garamond.[41]
- O ponto de vista do outro - Figuras da ética na ficção de Graham Greene e Philip K. Dick (2010). Rio de Janeiro: Editora Garamond.[42]